# Batodesmus acceptus
Batodesmus acceptus är en mångfotingart som beskrevs av Carl 1914. Batodesmus acceptus ingår i släktet Batodesmus och familjen Chelodesmidae. Inga underarter finns listade i Catalogue of Life.